# Bucculatrix koebelella
Bucculatrix koebelella är en fjärilsart som beskrevs av August Busck 1909. Bucculatrix koebelella ingår i släktet Bucculatrix och familjen kronmalar. Inga underarter finns listade i Catalogue of Life.